# Ambohimana
Ambohimana est une commune urbaine malgache située dans la partie sud-ouest de la région d'Atsimo-Atsinanana.